# 剣山 (列車)
剣山（つるぎさん）は、四国旅客鉄道（JR四国）が徳島駅 - 阿波池田駅間を、高徳線・徳島線・土讃線経由で運行する特急列車である。
本項では、徳島線で運行された優等列車の沿革についても記述する。

## 概要
特急「剣山」は、1996年3月16日に徳島駅 - 阿波池田駅間を運行していた急行「よしの川」（よしのがわ）を特急に格上げする形で3往復で運行を開始した。徳島線の優等列車は、1985年に「よしの川」がそれまでの6往復から（快速に格下げされたものを除いて）2往復に大幅減便されるなど国鉄分割民営化の前後は廃れていたが、淡路島を経由する本四連絡橋および四国内の徳島自動車道に対抗するため、徳島線の線形改良と特急形車両であるキハ185系気動車の投入が行われ、スピードアップされた。
運行開始当初は土讃線高知駅まで乗り入れる列車も設定されていたが、土讃線内の2000系気動車との速度差もあり高知駅乗り入れは2000年に終了している。また、「剣山」の運行開始の時点では「よしの川」は1往復ながら残存しており、さらに1998年から1999年にかけて徳島駅 - 阿波池田駅間に特急「あい」が運行されていたが、1999年に徳島線の優等列車は「剣山」に一本化され、同時にJR四国管内から定期運転の急行列車が消滅した。以後、徳島駅 - 阿波池田駅間の特急列車は2011年現在まで6往復で推移している。2005年には夕方の通勤・通学時間帯に穴吹駅発着の列車が1往復設定された。
また、牟岐線の優等列車は1996年の時点では高徳線特急「うずしお」のうち3往復が牟岐線に乗り入れる形で運行されていたが、1998年にこのうちの1.5往復を徳島駅で系統分割の上で「剣山」と統合し、「剣山」は牟岐線および阿佐海岸鉄道阿佐東線に乗り入れるようになった。翌年には「うずしお」の牟岐線乗り入れが終了し、牟岐線の優等列車は「剣山」と、牟岐線内のみで運行される特急「むろと」の2系統が運行されるようになった。2009年3月14日には、徳島駅での誤乗防止を目的として徳島線から牟岐線に乗り入れる「剣山」が「むろと」に編入されている。また、2011年3月以降は阿佐東線乗り入れは行われていない。一方、牟岐線から徳島線に乗り入れる列車は引き続き「剣山」として運行されていたが、2014年3月15日のダイヤ改正を以て「むろと」の徳島線乗り入れ及び「剣山」の牟岐線乗り入れが廃止され、両列車は運転系統が完全に分離された。
複数の都道府県を跨いで走らない列車であり、運行区間全てが徳島県内で完結する。
列車名は、徳島線沿線の山である剣山にちなんだもので、公募により決定した。臨時特急の「あい」は徳島線沿線の特産物「阿波藍」に由来する。

## 運行概況
2025年3月15日現在、徳島駅 - 阿波池田駅間に下り4本上り3本（1 - 7号）が運行されている。列車番号は号数+4000D。

### 停車駅
徳島駅 - 蔵本駅 - （石井駅） - 鴨島駅 - 阿波川島駅 - 阿波山川駅 - 穴吹駅 - 貞光駅 - 阿波加茂駅 - 阿波池田駅
- 石井駅は下り3号、上り4号のみ通過。
- この他に11月中旬に行われる「にし阿波の花火」の時には江口駅に一部の特急剣山が臨時停車することがある(2023年11月の情報)。

### 使用車両・編成
高松運転所に所属するキハ185系気動車の2両または4両編成で運行される。普通車のみの編成で、1号車の一部に座席指定席が設けられている。
なお、2両編成のうち2往復（下り1・3号、上り4・6号）については号車番号が1・3号車となっているが、これは週末（主に土休日）や多客期などに2号車として「ゆうゆうアンパンマンカー」（指定席）を連結するためで、この場合ヘッドマークはアンパンマンのイラストが入ったものが装着される。ゆうゆうアンパンマンカーはマルス上では別列車扱いとなり、列車名は「剣山（アンパンマン）○号」となる。

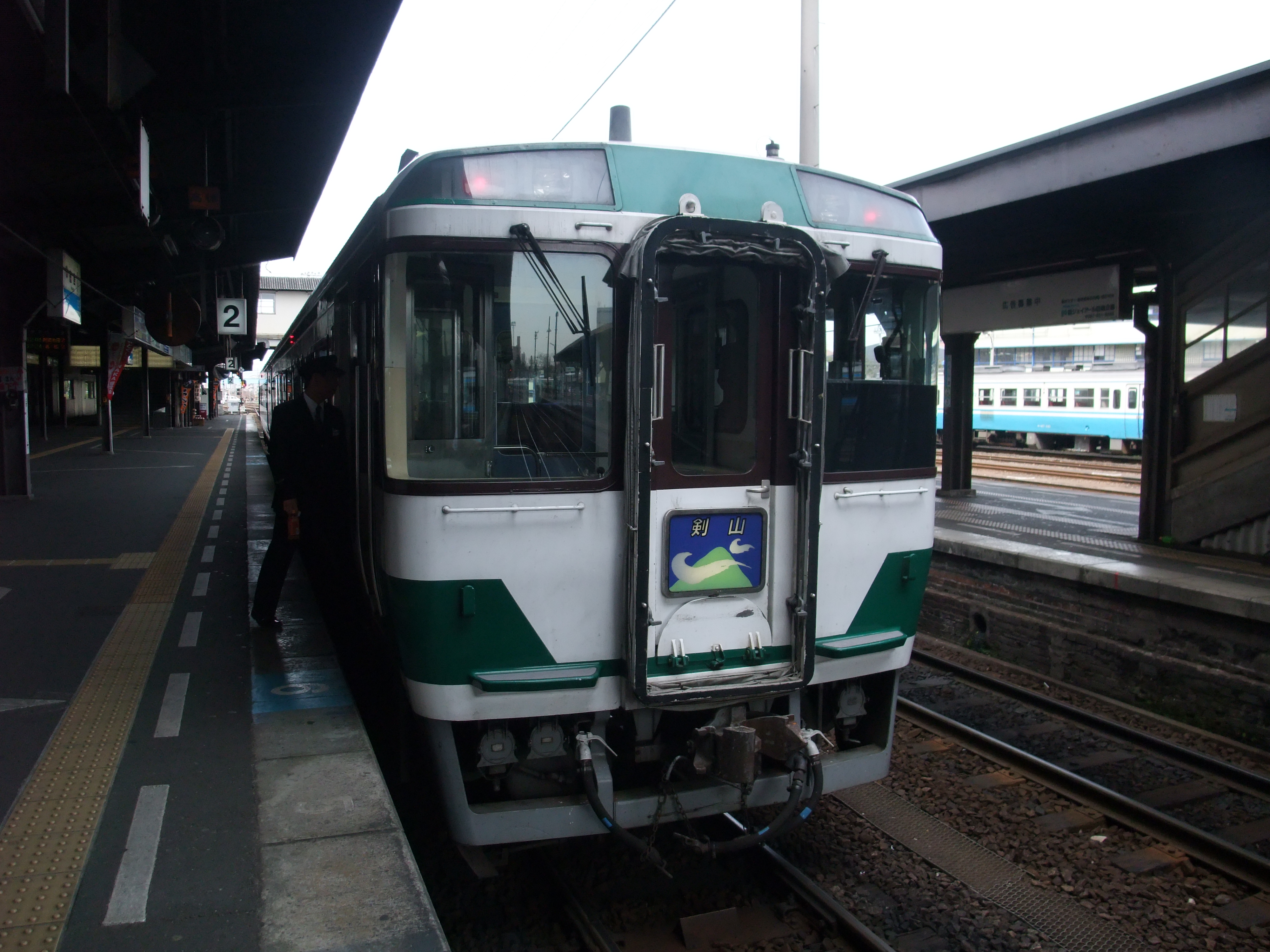
国鉄色の「剣山」 （2009年3月11日 徳島駅）
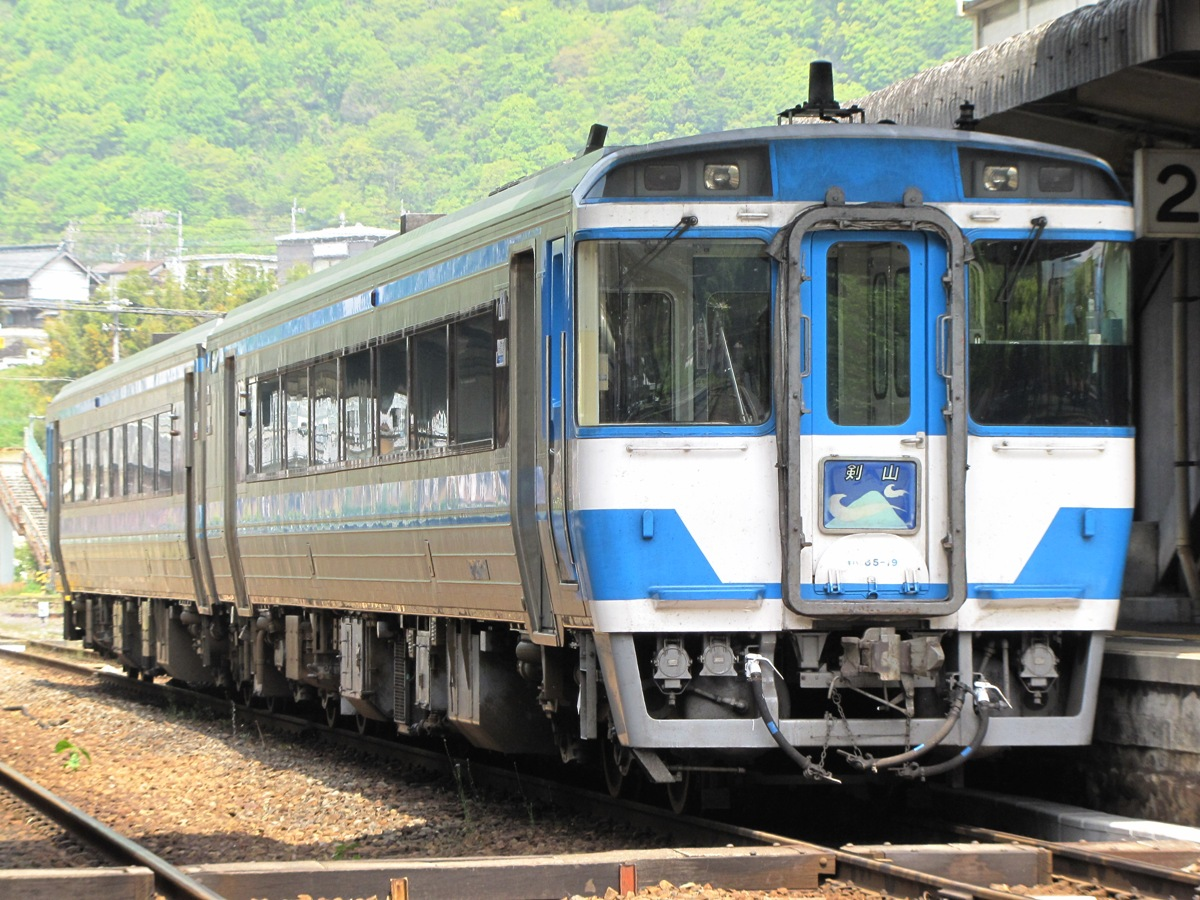
四国色の「剣山」 （2010年5月4日 阿波池田駅）
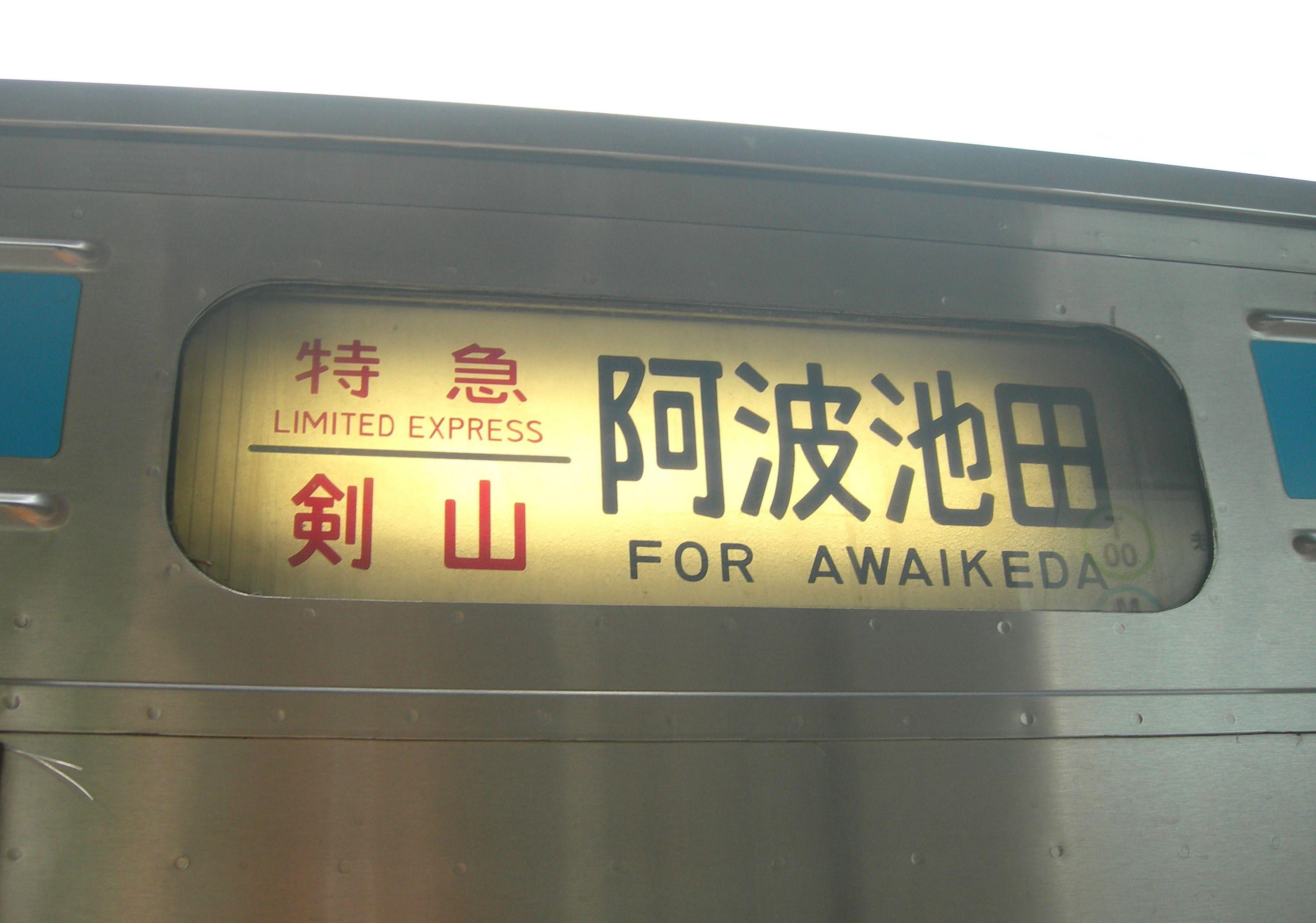
「剣山」方向幕

## 徳島線優等列車沿革
徳島本線・徳島線の優等列車の歴史は、太平洋戦争後の高度経済成長期に運行が開始された小松島港駅 - 徳島駅 - 高知駅間を結ぶ準急行列車「阿佐」「よしの川」に始まる。一時は「阿佐」1往復に松山駅発着の「いしづち」が併結されていたが、後に廃止される。「阿佐」が始発終着としていた小松島港駅は本四航路のひとつで関西汽船・阿波国共同汽船・南海汽船が運航していた大阪・神戸・和歌山 - 小松島航路の四国側の小松島港に隣接し、徳島線優等列車は海路阪神・和歌山 - 小松島ルートを経て琴平・高知方面と大阪方面を結ぶ経路の一部を成していた。しかし、山陽新幹線の開業に伴ってその役割は次第に薄れ、やがて「よしの川」の高知乗り入れが中止され、さらに小松島線の廃止と時期を同じくして「よしの川」が減便され、徳島線の輸送形態は従来の徳島県内地域輸送に回帰した。その一方で、淡路島を経由する本四連絡橋および四国内高速道路（徳島自動車道など）の建設・供用開始と時期を合わせて線形改良が施され、本四連絡ルートの一経路として徳島線にも再び優等列車特急「剣山」が新設され、また明石海峡大橋開通時には特急「あい」が登場するなど活況を呈し、従来車両を使用して運行されて来た「よしの川」の廃止と「剣山」への置き換えなどを経て現在に至っている。

### 国鉄時代
- 1962年（昭和37年）：小松島線小松島港駅 - 高知駅間を運行する準急列車「阿佐」（あさ）2往復の運転を開始。うち1往復は多度津駅発着編成を連結していた。
- 1963年（昭和38年）：「阿佐」の多度津駅発着編成を予讃本線松山駅まで延長。名称を「いしづち」に変更。また、徳島駅 - 高知駅間を運行する準急列車「よしの川」1往復の運転を開始。徳島高知間の優等列車運転本数は毎日3往復となる。
- 1966年（昭和41年）：「阿佐」「いしづち」「よしの川」を急行列車に昇格。
- 1968年（昭和43年）：「阿佐」を「よしの川」に名称統合。「よしの川」増発分を含めて6往復で運行。
  - 徳島駅 - 小松島港駅間は快速列車に格下げ。徳島駅 - 松山駅間の「いしづち」は廃止。
- 1969年（昭和44年）：「よしの川」を1往復増発。7往復で運行。
- 1980年（昭和55年）：「よしの川」の高知駅乗り入れ中止。6往復に減便。
- 1985年（昭和60年）：「よしの川」を2往復に減便。小松島線廃止に伴い1往復は牟岐線南小松島駅発着となる。
- 1986年（昭和61年）：「よしの川」は徳島駅 - 阿波池田駅間のみの運行となる。

### 民営化後
- 1996年（平成8年）3月16日：徳島線高速化（最高運転速度110km/h）工事が完成し、特急「剣山」3往復（1往復が徳島駅 - 高知駅間、2往復が徳島駅 - 阿波池田駅間）で運転開始、「よしの川」は1往復に[2]。この頃に徳島線の快速列車は全て廃止された。
- 1997年（平成9年）
  - 4月21日：「剣山」1号・6号に指定席を新設[3]。
  - 一時期土讃線窪川駅まで延長運転。しかし所要時間等の問題から一度限りの運転となる。
- 1998年（平成10年）3月14日：「剣山」を牟岐線海部駅・阿佐海岸鉄道阿佐東線甲浦駅まで乗り入れ。1往復増発し[4]、4往復に。「よしの川」の使用車両をキハ58・キハ65系からキハ185系に変更[4][5]。また、臨時特急列車として徳島駅 - 阿波池田駅間にペインティング列車「あい」3往復を毎日運転開始。
  - 「あい」にはキハ185-1002+キハ185-12が専用車両になり、前面にはたぬきの顔が、側面には阿波踊りを踊る女性のシルエットが描かれて、車内天井、床面もペイントが施されていた。運転開始日に徳島駅では阿波踊りを伴った盛大なセレモニーが行われていた。なお、専用車両は運転終了後にJR四国色に戻された。
- 1999年（平成11年）3月13日：「よしの川」・「あい」を統合する形で「剣山」を6往復に増発（高知駅乗り入れは2往復）[1]。
  - 「よしの川」最終列車は、キハ58形+キハ65形という県民にもなじみの深い編成で、この時のために残されていた。セレモニーこそ行われなかったが、最後の急行らしい華々しい最後となった。これにより、JR四国管内における定期列車での急行列車は全廃。そして、「よしの川」の運行完了を期に徳島運転所への急行形気動車の配置がなくなった。また、急行が廃止されたことにより、阿波加茂駅および蔵本駅にも特急列車が停車するようになる。

### 2000年代の動き
- 2000年（平成12年）3月11日：「剣山」の高知駅乗り入れを終了し[6]、全列車阿波池田駅発着となる。徳島地区と高知駅を結ぶ利用客に配慮し特別急行券の通算制度を設ける。
- 2001年（平成13年）10月1日：蔵本駅・阿波加茂駅に全特急列車が停車するようになる。また、一部の特急列車が阿波川島駅に停車するようになる。
- 2005年（平成17年）3月1日：「剣山」を徳島駅 - 穴吹駅間に1往復増発。また、一部の特急列車が石井駅に停車するようになる。
- 2008年（平成20年）3月15日：「剣山」が全車禁煙となる。阿佐東線乗り入れ一時中止[7]。
- 2009年（平成21年）
  - 3月14日：阿波池田発海部行き1本が「むろと」に変更（徳島駅での誤乗防止のため）[8]。
  - 12月1日：牟岐線・阿佐東線直通運転再開により下り1本が甲浦駅発となる。

### 2010年代の動き
- 2011年（平成23年）3月12日：甲浦始発の下り1本を阿南始発に変更。これにより、阿佐東線乗り入れ中止[9]。
- 2012年（平成24年）3月17日：阿南始発の下り1本を徳島始発に変更[10]。
- 2014年（平成26年）3月15日：牟岐始発の下り1本を徳島駅で系統分割の上、徳島始発に変更。また、阿波池田発牟岐行き「むろと」1本を徳島駅で系統分割の上、徳島線内は徳島行き「剣山」に変更。これにより、「剣山」の牟岐線乗り入れ及び「むろと」の徳島線乗り入れを終了[11]。
- 2016年（平成28年）3月26日：穴吹止まりの下り1本を阿波池田駅まで延長[12]。折り返し穴吹始発の上り1本は廃止。

### 2020年代の動き
- 2020年（令和2年）
  - 4月10日：新型コロナウイルス感染症による乗客減により、この日から「剣山5・8号」、さらに4月29日から「剣山7・10号」の計2往復が5月15日まで運休。ゴールデンウィーク期間中の5月2日から5月6日まで「剣山3・6・11号（11号のみ5月2日から5月5日まで）」が運休[13]。
  - 5月16日：この日から「剣山3・5・6・7・8・10号」の計3往復が6月12日まで運休[14]。
  - 6月13日：この日から「剣山3・6号」の1往復が運転再開。「剣山5・7・8・10号」の2往復は引き続き6月30日まで運休[15]。
- 2021年（令和3年）3月13日：ダイヤ改正により徳島線普通列車のパターンダイヤ導入の影響で、昼間の1往復が減便の5.5往復（下り6本・上り5本）となる。阿波川島駅に全特急列車が停車するようになる[16]。
- 2025年（令和7年）3月15日：ダイヤ改正により2往復が減便となり3.5往復（下り4本・上り3本）となる[17]。